# Edburga de Winchester
Santa Edburga (falecida a 15 de junho de 960) era filha do rei Eduardo, o Velho de Inglaterra, e  de sua terceira esposa, Edgiva de Kent .

## Vida
No século XII, uma Vida Latina dela foi escrita por Osbert de Clare, que se tornou prior de Westminster em 1136 (e que também escreveu uma Vida do Rei Eduardo, o Confessor).  De acordo com Osbert, aos três anos de idade, Edburga foi dada como um oblato à fundação Rainha Mãe Elesvita da Abadia de Santa Maria, Winchester (Nunnaminster).  Lá Edburga foi educada e lá permaneceu como freira e morreu provavelmente antes dos quarenta anos de idade.
Há pouca informação contemporânea sobre a sua vida, mas numa carta de Winchester datada de 939, ela era a beneficiária da terra em Droxford, em Hampshire, concedida por seu meio-irmão, o rei Etelstano .
De acordo com um relato, quando Edburga tinha três anos de idade, seu pai procurou uma indicação de que ela viveria no mundo ou como religiosa.  De um lado ele colocou anéis e pulseiras, do outro um cálice e um livro do evangelho. Uma enfermeira trouxe a criança, e o rei Eduardo a colocou no seu joelho, convidando-a a escolher.  Quando ele a colocou no chão, ela escolheu os itens religiosos.
A hagiografia escrita por ela no século XII mostra evidências de algumas das ocorrências incomuns que podem ter ocorrido naquele período em que um membro de uma família real se torna monge ou freira.  Numa história, O seu pai a visita no mosteiro e ela canta para ele, e ele pergunta se há algo que ele possa fazer por ela, e ela pede para ele dar à comunidade uma propriedade em Canning, o que ele faz. Noutra história, a abadessa encontrou-a lendo sozinha, que era contra as regras do mosteiro, e depois a espancou. Quando a abadessa percebeu que era a princesa e não uma freira comum, a abadessa implorou-lhe perdão.  Noutra história, ela insistiu em limpar os sapatos de seus companheiros bem-nascidos, e eles se sentiram chocados com isso e relataram isso ao pai como um comportamento que não é bom para ela.

## Veneração
Um culto desenvolvido após a sua morte é mencionado pela primeira vez no salmo de Salisbury do início dos anos 970.  Em 972, alguns de seus restos mortais foram transferidos para a Abadia Pershore em Worcestershire, que é dedicada à SS.  Maria, Pedro e Paulo e Edburga.. Sua festa é celebrada a 15 de junho.
Seu culto continuou a florescer a julgar pelas Vidas escritas nos séculos XIII e XIV.